# Абстинентна криза
Абстинентната криза е  комплекс от симптоми, проявяващи се при рязко спиране или намаляване на дозата на наркотично вещество или алкохол от зависими лица, пристрастени към тяхната редовна употреба. Това състояние включва дълбок психологически дискомфорт и нарушаване на нормалното протичане на физиологичните процеси в организма на наркозависимите.

## Психологична фаза
Характеризира се с безпокойство, разсеяност, напрегнатост, раздразнителност, неадекватно поведение и агресивност. Те възникват вследствие от неудовлетворената потребност да се изпита удоволствието от наркотичното вещество (в наркоманския жаргон т.нар. „кик“ (на английски: kick) – терминът се отнася основно за бързото въздействие, като хероин приложен венозно). Причината за неприятните усещания са физиологичните промени, вследствие внасянето на външни вещества в метаболизма, към чието присъствие организмът се адаптира.
Психологичната фаза е сравнително лесно преодолима. Незадоволяването ѝ рядко води до опасни за здравето на наркотично зависимите лица последици. По правило те са вторични, дължат се на разстроената мисловна дейност и имат само косвено отношение към наркотика. Най-често възникват пътнотранспортни произшествия, побои, опити за кражба и грабеж. Дори когато са успешни, те лесно се разкриват, поради замъглената, дълбоко неадекватна преценка на наркотично зависимите.

## Физиологична фаза
Физиологичната фаза се наблюдава само при тежко пристрастяване. Тя има две подфази:
- Еректилна (възбудна) – характеризира се с тремор, бърз, буен и несвързан говор, обилно слюноотделяне, викове, удари, хвърляне на предмети, опити за самоосакатяване. Зениците са свити, очите са изпъкнали, конюнктивите са рамифорно зачервени, пулсът и дишането – силно учестени. Кръвното налягане е повишено, кожата на лицето в началото е зачервена, а по-късно става бледа.

- Торпидна (депресивна) – наркозависимият постепенно се успокоява, става вял, отпуснат и изглежда напълно безжизнен. Зениците са разширени и слабо реагират на светлина. Конюнктивите и кожата силно избледняват. Пулсът и дишането се забавят, кръвното налягане спада, по кожата избива студена пот. При тежки случаи температурата на наркозависимия може критично да спадне и той да умре от преохлаждане и хипогликемичен шок.

## Първа помощ при криза

### В психологичната фаза
Трябва да се опитаме да поддържаме разговор със зависимия, но без да му противоречим. Ефективен метод е заангажиране на вниманието му с нещо, което той/тя обича да прави – слушане на музика, пеене, танцуване, аеробика или друг безопасен спорт. Може да бъдат предлагани на наркозависимия сладкиши и топли, подсладени напитки, но внимателно. След прехранване, във физиологичната фаза, може да последва обилно повръщане.
Алкохолът и антидепресантите са абсолютно противопоказни. Възбудата винаги се последва от депресия и използването на успокоителни без медицински контрол може да доведе до забавяне на сърдечната дейност, критично понижаване на кръвното налягане, спиране на дишането и смърт.

### Във физиологичната фаза
В еректилната подфаза трябва да бъдат отворени прозорците, да се помогне на наркозависимия да се освободи от дрехите и да не му се позволява да се самонарани. Не трябва да бъде удрян, да му бъдат извивани ръцете или да бъде връзван. В такъв случай той може да си скъса сухожилие, да си изкълчи става или дори да си счупи кост, с резките си опити да се освободи. Наркозависимият в никакъв случай не бива да се оставя сам в еректилната подфаза.
В торпидната подфаза наркозависимия трябва да бъде облечен, да бъде поставен в странично безопасно положение и да бъде завит с топли дрехи.
Ако пулсът на наркозависимия спадне под 40 удара в минута или телесната му температура се понижи под 35,5 °С, много е вероятно той да умре в близките 1 – 2 часа. При това положение незабавно трябва да бъде повикана Бърза помощ или наркозависимият да бъде транспортиран до най-близкото здравно заведение. В този аспект административно-правните последици за притежаване и/или разпространяване на наркотици са несъизмеримо по-малки от тези за убийство (или съучастие в убийство) поради небрежност (преднамерено лишаване от медицинска помощ на човек в безпомощно състояние).